# Saint-Léger-Magnazeix
Saint-Léger-Magnazeix, okzitanisch Sent Legier Manhasés, ist eine französische Gemeinde in der Region Nouvelle-Aquitaine, im Département Haute-Vienne, im Arrondissement Bellac und im Kanton Châteauponsac. Sie grenzt im Nordwesten an Lussac-les-Églises, im Norden an Jouac, im Nordosten an Cromac, im Osten an Mailhac-sur-Benaize, im Südosten an Saint-Hilaire-la-Treille, im Süden an Dompierre-les-Églises und im Südwesten an Magnac-Laval.

## Geschichte

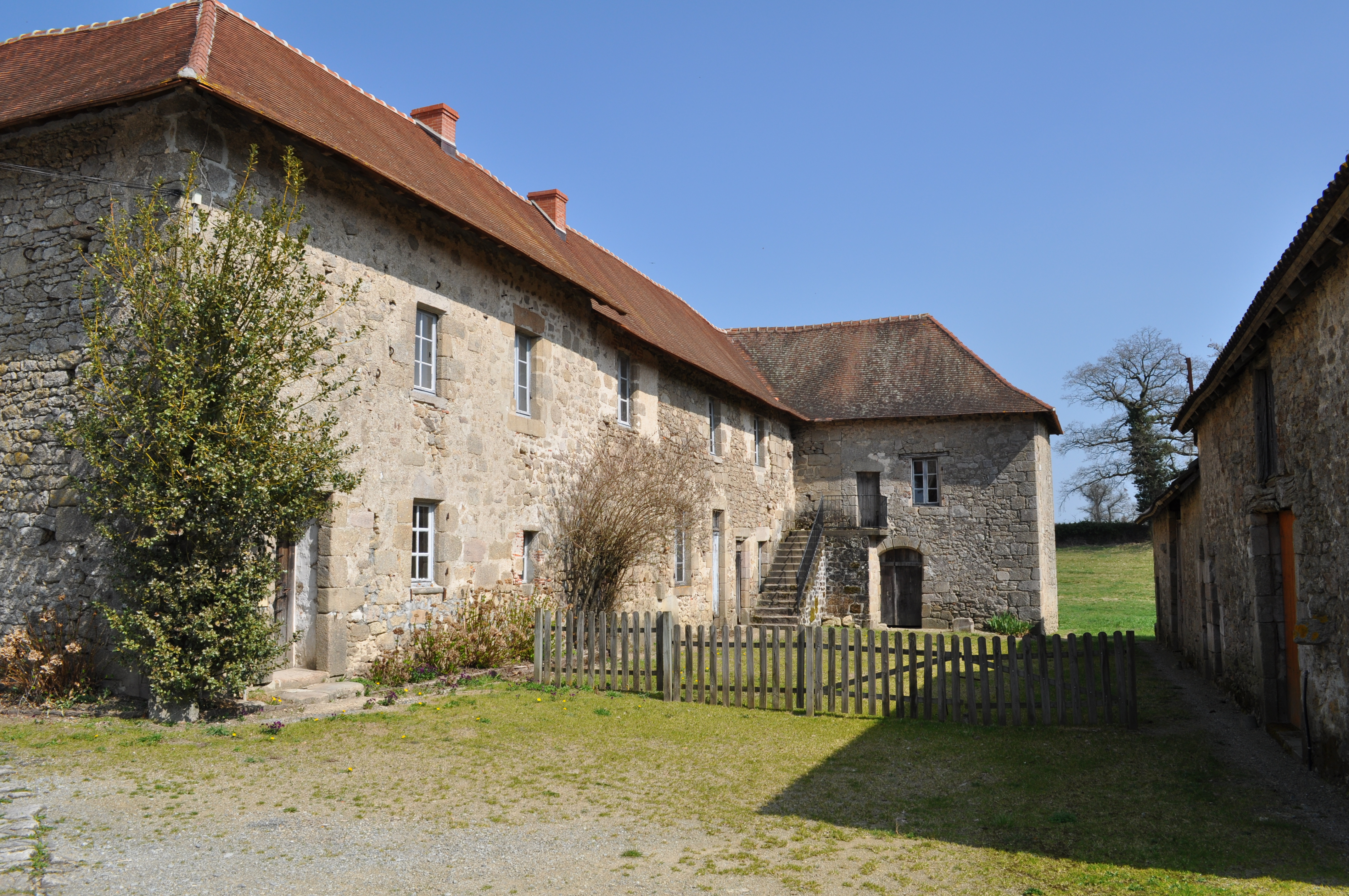
Haus des Grammontenserpriorats Les Bronzeaux

1172 wurde in Saint-Léger-Magnazeix das Grammontenserpriorat Les Bronzeaux mit der Grammontensischen Bezeichnung Brondellis gegründet. Das Haus des Priorats ist heute ein Monument historique.
Während der Französischen Revolution hieß die Ortschaft „Léger-le-Peuple“.

### Bevölkerungsentwicklung
| Jahr      | 1962 | 1968 | 1975 | 1982 | 1990 | 1999 | 2008 | 2013 |
| --------- | ---- | ---- | ---- | ---- | ---- | ---- | ---- | ---- |
| Einwohner | 980  | 872  | 772  | 649  | 589  | 533  | 513  | 515  |